# Roster Music
Roster Music es una compañía discográfica independiente, especializada en música dance, en todas sus vertientes: latino, house, techno, urban, etc. Su sede central se encontraba en Barcelona (España).
Roster Music nació en enero de 2011, presidida por Ricardo Campoy, fundador de Vale Music y Max Music. La compañía se posicionó como una de las principales discográficas latino y dance independientes de España. Asimismo, Roster Music fue galardonada por los reconocidos Premios Deejaymags (2011) y Vicious Music Awards (2011).
Durante esos años, las canciones de Roster Music han llegado a las posiciones más altas de las listas oficiales.
La discográfica contó con su propia editorial musical, Roster Publishing, con un amplio catálogo de obras, mayoritariamente dance. Contó con algunos de los mejores temas dance europeos de artistas como Dj Antoine, Afrojack, Steve Aoki, Armin Van Buuren, Serebro, Willy William, entre otros, además de los de artistas latinos como Tito El Bambino, Omega, Gocho, Fuego, Gusttavo Lima. En 2012, Roster Music consiguió la licencia en Europa del éxito mundial 'Ai Se Eu Te Pego' de Michel Teló.

## Artistas
- María Isabel
- Decai
- Rochero
- Adrián González

## Recopilatorios

### 2011
- Miamibiza 2011
- The One Compilation[6]

### 2012
- Flaix Winter 2012
- Matinée Winter 2012
- Me Gusta
- Lokura Latina 2012 I love verano
- Matinée World Tour 2012
- Denon DJ Best dance selection 2012
- Me Gusta Latino 2012 I love verano
- Miamibiza 2012
- Matinée Summer Compilation 2012
- Matinée Circuit Festival 2012 Edition

### 2013
- Me Gusta 2013
- Flaix Winter 2013
- Baila o Ke Ase
- Lokura Latina 2013 I love verano
- Miamibiza Hits 2013
- Flaix Summer 2013

### 2014
- Roster Music Hits 2014
- Lokura Latina 2014 I love verano
- Miamibiza Hits 2014

### 2015
- Lokura Latina 2015 I love verano
- Miamibiza Hits 2015

### 2016
- Lokura Latina 2016 I love verano[7]

## Álbumes
- Gocho - Mi música
- Aventura - Grandes éxitos
- Fuego - La música del futuro
- Gusttavo Lima - Gusttavo Lima e voce
- Tito El Bambino El Patrón - Invencible 2012
- Henry Méndez - Dale Mambo
- Ruth Lorenzo - Planeta Azul
- Ruth Lorenzo - Planeta Azul (Edición Especial)
- Dasoul - Si me porto mal